# António Marinho e Pinto
Pour les articles homonymes, voir Sousa, Marinho, Antonio Pinto (homonymie) et Pinto.
António de Sousa Marinho e Pinto (né le 10 septembre 1950 à Vila Chã do Marão (pt), Amarante) est un juriste et un homme politique portugais, membre du Parti démocrate républicain.

## Biographie
Président du barreau portugais de 2007 à 2013, il est élu au Parlement européen lors des élections européennes du 25 mai 2014, en tant que tête de liste du Parti de la Terre (MPT). Il siège dès lors au sein de l'Alliance des démocrates et des libéraux pour l'Europe.
Il quitte le MPT en septembre 2014, et forme début 2015 le Parti démocrate républicain (PDR).
Il est également vice-président du Parti démocrate européen. 